# Acantholipes namacensis
Acantholipes namacensis is een vlinder van de familie van de spinneruilen (Erebidae), van de onderfamilie van de Erebinae. De wetenschappelijke naam van deze soort is voor het eerst voorgesteld als Microphysa namacensis door Achille Guenée in een publicatie uit 1852.
De soort komt voor in Ethiopië, Angola, Mozambique, Namibië, Botswana, Zimbabwe en Zuid-Afrika.